# VfB Leipzig
VfB Leipzig (celým názvem: Verein für Bewegungsspiele Leipzig e. V.) byl německý sportovní klub, který sídlil v saském městě Leipzig. Organizace sídlila v lipské městské části Probstheida. Založen byl 11. listopadu 1893 pod názvem Sportbrüder Leipzig. Zanikl po ukončení druhé světové války, poté co byla všechna dřívější sportovní sdružení v sovětské okupační zóně zrušena. Své domácí zápasy odehrával na Probstheidaer Stadionu (dřívější název pro Bruno-Plache-Stadion).
VfB má na svém kontě tři německé fotbalové tituly a jedno vítězství v německé fotbalovém poháru. Mimo mužský fotbalový oddíl měl sportovní klub i jiné oddíly, mj. oddíl lehké atletiky, plavání a tenisu.

## Historické názvy
Zdroj:
- 1893 – Sportbrüder Leipzig
- 1898 – fúze s VfB Leipzig ⇒ VfB Sportbrüder 1893 Leipzig (Verein für Bewegungsspiele Sportbrüder 1893 Leipzig)
- 1900 – VfB Leipzig (Verein für Bewegungsspiele Leipzig)
- 1946 – zánik

## Získané trofeje
- Fußballmeisterschaft / Bundesliga ( 3× )[2]
  - 1902/03, 1905/06, 1912/13
- DFB-Pokal ( 1× )
  - 1936
- Mitteldeutsche Fußballmeisterschaft ( 11× )
  - 1902/03, 1903/04, 1905/06, 1906/07, 1909/10, 1911/12, 1913/13, 1917/18, 1919/20, 1924/25, 1926/27

## Umístění v jednotlivých sezonách
Stručný přehled
Zdroj: 
- 1933–1939: Gauliga Sachsen
- 1939–1940: Gauliga Sachsen – sk. 1
- 1940–1944: Gauliga Sachsen

Jednotlivé ročníky
Zdroj: 
Legenda: Z - zápasy, V - výhry, R - remízy, P - porážky, VG - vstřelené góly, OG - obdržené góly, +/- - rozdíl skóre, B - body, červené podbarvení - sestup, zelené podbarvení - postup, fialové podbarvení - reorganizace, změna skupiny či soutěže
| Velkoněmecká říše (1933 – 1944) |                         |        |    |    |   |    |    |    |     |    |        |
| Sezóny                          | Liga                    | Úroveň | Z  | V  | R | P  | VG | OG | +/- | B  | Pozice |
| 1933/34                         | Gauliga Sachsen         | 1      | 20 | 17 | 0 | 3  | 65 | 23 | +42 | 34 | 2.     |
| 1934/35                         | Gauliga Sachsen         | 1      | 18 | 8  | 0 | 10 | 35 | 40 | -5  | 16 | 6.     |
| 1935/36                         | Gauliga Sachsen         | 1      | 18 | 7  | 4 | 7  | 30 | 32 | -2  | 18 | 5.     |
| 1936/37                         | Gauliga Sachsen         | 1      | 18 | 8  | 3 | 7  | 42 | 29 | +13 | 19 | 5.     |
| 1937/38                         | Gauliga Sachsen         | 1      | 18 | 7  | 6 | 5  | 42 | 41 | +1  | 20 | 5.     |
| 1938/39                         | Gauliga Sachsen         | 1      | 18 | 12 | 1 | 5  | 46 | 20 | +26 | 25 | 2.     |
| 1939/40                         | Gauliga Sachsen – sk. 1 | 1      | 10 | 5  | 2 | 3  | 27 | 21 | +6  | 12 | 3.     |
| 1940/41                         | Gauliga Sachsen         | 1      | 22 | 10 | 3 | 9  | 55 | 44 | +11 | 23 | 5.     |
| 1941/42                         | Gauliga Sachsen         | 1      | 18 | 9  | 1 | 8  | 53 | 46 | +7  | 19 | 5.     |
| 1942/43                         | Gauliga Sachsen         | 1      | 18 | 5  | 5 | 8  | 53 | 44 | +9  | 15 | 7.     |
| 1943/44                         | Gauliga Sachsen         | 1      | 18 | 4  | 0 | 14 | 31 | 73 | -42 | 8  | 10.    |

## Galerie

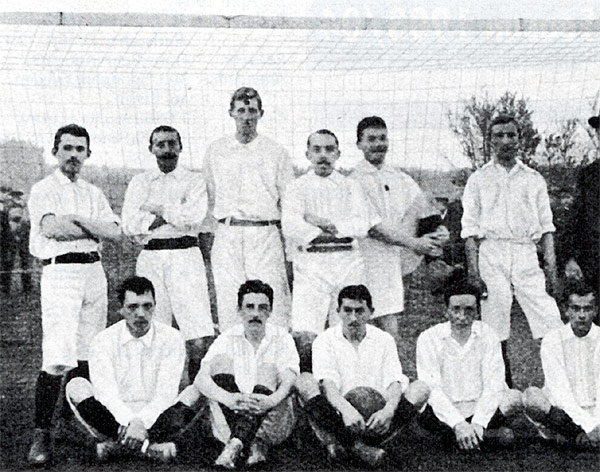
Vítězné mužstvo prvního německého mistrovství ze sezóny 1902/03
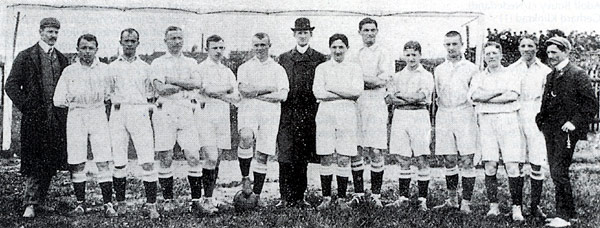
Vítězné mužstvo německého mistrovství ze sezóny 1905/06
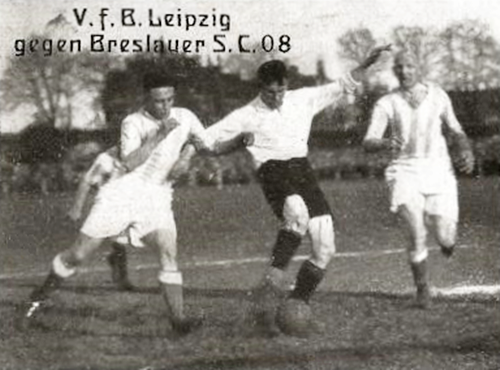
VfB Leipzig – Breslauer SC 08, 1925
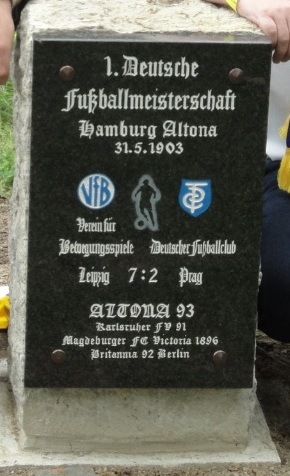
Pamětní kámen upomínající na vůbec první německé mistrovství ze sezóny 1902/03 (VfB Leipzig 7:2 DFC Prag, 31. května 1903)